# Obleganje utrdbe Laurens
Fort Laurens je bila edina utrdba, zgrajena znotraj sedanjih meja Ohia med ameriško revolucionarno vojno. Zgrajena je bila jeseni 1778 ob reki Tuscarawas blizu današnjega Bolivarja v Ohiu. Fort Laurens so pozimi 1779 več tednov oblegale domorodne in britanske sile. Utrdbo so avgusta 1779 ukazali zapustiti. Mesto je zdaj v lasti Ohio History Connection. Nad zemljo ni ostankov prvotne utrdbe.

## Gradnja
Oktobra 1778 je sila 1.200 rednih vojakov in milice pod vodstvom brigadnega generala Lachlana McIntosha odšla iz Pittsburgha z namenom napada na naselja Wyandot ob reki Sandusky in sčasoma zavzetja Fort Detroita. Do novembra je McIntosh dosegel reko Tuscarawas, pritok reke Muskingam, kjer je ukazal gradnjo Fort Laurens na zahodnem bregu. Utrdba je bila tipična štiristranska palisada s kvadratno utrdbo, ki se je nahajala ob kopenskih vratih. Ime je dobila po Henryju Laurensu, predsedniku Drugega kontinentalnega kongresa. Znotraj utrdbe sta bili zgrajeni skladišče in vojašnica. Zaradi pomanjkanja zalog se je McIntosh decembra odločil vrniti v Pittsburgh, pri čemer je polkovnika Johna Gibsona, 19 častnikov in 152 mož 13. virginijskega polka pustil za garnizijo utrdbe.

## Obleganje
V Detroitu so Britanci izvedeli za gradnjo utrdbe od svojih domorodnih zaveznikov. Januarja je bil tolmač britanskega indijanskega oddelka Simon Girty poslan, da izviduje lokacijo. Girty je s seboj pripeljal številne bojevnike Mingo in prispel v Fort Laurens 21. januarja, ravno ko je majhen oskrbovalni konvoj, ki mu je poveljeval stotnik John Clark iz 8. pensilvanijskega polka, dosegel utrdbo. Girty je bil prepozen, da bi prestregel zaloge, vendar je uspešno napadel spremstvo, ko se je vračalo v Pittsburgh. Dva Američana sta bila ubita, štirje so bili ranjeni, eden pa je bil ujet. Girty je ujetnika pripeljal v Detroit in zahteval, da se britanski redni vojaki dodelijo za pomoč pri zavzetju utrdbe. Stotnik Henry Bird iz 8. polka in majhno število rednih vojakov so se prostovoljno javili, da spremljajo Girtyja v vas Wyandot v Zgornjem Sanduskyju, kjer se jim je pridružilo približno 180 Mingo in Wyandot Indijancev. Obleganje Fort Laurens se je začelo 22. februarja 1779, ko je bila delovna skupina presenečena zunaj utrdbe. 17 jih je bilo ubitih in takoj skalpiranih, dva pa sta bila ujeta.
Garnizija je med obleganjem trpela zaradi pomanjkanja toplega oblačila in zalog. Stotnik Benjamin Biggs iz 13. virginijskega polka se je spominjal: "Obleganje je trajalo 4 tedne, zaloge so bile izčrpane; končno so morali 3 ali 4 dni živeti od pol piškota na dan – nato sta zadnja dva dni oprala svoje mokasine in jih spekla za hrano ter spekla trakove starih posušenih kož."
Zaradi ostrih zimskih razmer je Bird po štirih tednih prekinil obleganje, kmalu preden so prispele ameriške okrepitve. Polkovnik Daniel Brodhead, ki je zamenjal McIntosha kot poveljnika Zahodnega oddelka kontinentalne vojske, se je kmalu odločil, da je lokacija Fort Laurens nevzdržna, in avgusta ukazal zapustitev utrdbe.

## Muzej in park Fort Laurens
Ohio History Connection je lastnik lokacije, na kateri se nahaja majhen muzej, ki ga upravlja združenje Zoar Community Association. Razstave, prikazi in diorame v muzeju pripovedujejo zgodbo o utrdbi in njenih vojakih ter vključujejo artefakte, odkrite med arheološkimi izkopavanji v 70. letih prejšnjega stoletja. Muzej se nahaja v velikem parku, ki se uporablja za vojaške rekonstrukcije. Čeprav od utrdbe nad zemljo ni ostalo nič, je bil del tlorisa izrezan v travo in napolnjen z lesnimi sekanci, kar obiskovalcem omogoča, da si ogledajo obliko in dimenzije utrdbe.
Vse, kar je ostalo od vzhodnega zidu utrdbe, je bilo uničeno leta 1832 med gradnjo Ohio and Erie kanala. Leta 1971 je bila lokacija Fort Laurens dodana v National Register of Historic Places. Leta 1972 in 1973 so arheološka izkopavanja razkrila obris utrdbe in locirala pokopališče utrdbe. Leta 1986 in 1987 so bili posmrtni ostanki vojakov, ubitih 22. februarja 1779, najdeni v množičnem grobu. Eden od vojakov je bil pokopan z vsemi vojaškimi častmi v grobnici neznanega domoljuba ameriške revolucije na lokaciji. Po osteološki analizi so bili posmrtni ostanki drugih postavljeni v kripto v steni muzeja.
Leta 2024 je Ohio History Connection objavil, da so bila pridobljena sredstva za delno obnovo utrdbe.